# Ernestine Schumann-Heink
Ernestine Schumann-Heink (Libeň, 15 juni 1861 - Hollywood, 17 november 1936) was een Oostenrijks-Amerikaanse operazangeres van Sudeten-Duitse afkomst.

## Biografie

### Jeugd en opleiding
Ze werd op 15 juni 1861 geboren als Ernestine Amalie Pauline Rössler in een Duitstalige familie in Libeň, Bohemen, Keizerrijk Oostenrijk, dat nu deel uitmaakt van de stad Praag in Tsjechië. Ze werd katholiek gedoopt. Haar vader, Hans Rössler noemde zijn dochter "Tini". Voordat hij als schoenmaker ging werken, diende hij als Oostenrijkse cavalerieofficier. Hij was gestationeerd in Noord-Italië (toen een Oostenrijks protectoraat), waar hij Charlotte Goldman (Rössler) ontmoette. Ze trouwden en keerden terug naar Libeň. Haar grootmoeder van moederskant, Leah Kohn, was van Hongaars-joodse afkomst.
Toen Ernestine drie jaar oud was, verhuisde het gezin naar Verona. In 1866, bij het uitbreken van de Oostenrijks-Pruisische Oorlog, verhuisde het gezin naar Praag, waar ze les volgde in het Ursulinenklooster. Aan het einde van de oorlog verhuisde de familie naar Podgórze, dat nu onderdeel van Krakau is, waar ze les kreeg in het Sint-Andreasklooster. Het gezin verhuisde naar Graz toen Ernestine dertien was. Hier ontmoette ze Marietta von LeClair, een gepensioneerde operazangeres, die ermee instemde haar zanglessen te geven.
In 1876 gaf de vijftienjarige Ernestine haar eerste professionele optreden als altsolist in Beethovens Negende Symfonie in Graz. Haar operadebuut was op 15 oktober 1878 als zeventienjarige in de Semperoper in Dresden, waar ze vier seizoenen lang de rol van Azucena speelde in Il trovatore.
Ze vervolmaakte haar opleiding in Dresden bij Karl August Krebs, Aloyse Michalesi en Franz Wüllner en trouwde in 1882 met de secretaris van de opera, Ernst Heink in Dresden, van wie ze in 1893 scheidde.

### Hamburgische Staatsoper
Na optredens in de Kroll-opera in Berlijn werd ze in 1883 aangenomen bij de Hamburgische Staatsoper, waar ze bleef tot 1897. Met rollen als Carmen van Georges Bizet en Ortrud in Lohengrin van Richard Wagner brak ze door als belangrijk operazangeres. In 1894 trouwde ze met de acteur en regisseur van het Thalia Theater Paul Schumann (1859-1904) in Hamburg. Een van haar zoons was de in Hamburg geboren, later Amerikaanse filmacteur Ferdinand Schumann-Heink (1893-1958).

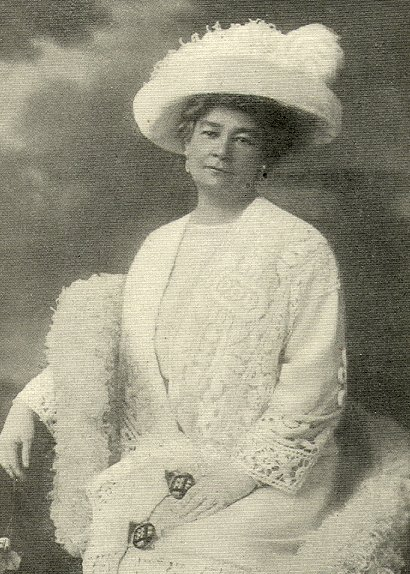
Foto uit het boek "Heart Songs", 1909

Ze trad in deze periode ook op op festivals en concerten in het Verenigd Koninkrijk, Noorwegen en Zweden. In 1892 maakte ze gastoptredens in het Royal Opera House in de première van de Der Ring des Nibelungen, gedirigeerd door Gustav Mahler, als Fricka, Erda en Waltraute en in Tristan und Isolde als Brangäne. Van 1896 tot 1914 trad ze regelmatig op op de Bayreuther Festspiele, waar ze onder andere als Mary zong in Der fliegende Holländer, als Magdalena in Die Meistersinger von Nürnberg, als Erda, Waltraute, Grimgerde en Siegrune zong in de Ring-cyclus en de "stem uit de hoogte" in Parsifal.

### Amerikaans staatsburger
Daarnaast trad ze rond 1900 op in Amsterdam, Londen, Parijs en Wenen. In 1898 maakte ze haar debuut in Chicago en het jaar daarop maakte ze haar debuut bij de Metropolitan Opera waar ze Ortrud zong in Wagners Lohengrin en waar ze tot 1932 regelmatig optrad. In 1905 trouwde ze voor een derde maal, met de advocaat William Rapp, die haar manager werd en ze werd Amerikaans staatsburger in 1908. Ze scheidden in 1914.
In 1909 zong Schumann-Heink Klytämnestra bij de première van Richard Strauss' Elektra in de Hofopera van Dresden. Tijdens de Eerste Wereldoorlog gaf ze concerten ter ondersteuning van het Rode Kruis en andere organisaties en trad ze op voor de Amerikaanse soldaten. Na een militaire mis in het Balboa Park Organ Pavilion, werd ze in 1917 benoemd tot erekolonel van het 21st Infantry Regiment. In 1919 zamelde ze geld in voor de oprichting van een oorlogsmonument in Balboa Park.
Schumann-Heink verloor bijna haar hele vermogen op Zwarte donderdag in 1929 en moest daarom intensief concertactiviteiten hervatten om geld te verdienen. In 1932, op 71-jarige leeftijd, gaf ze haar afscheidsoptreden in de Metropolitan Opera als Erda in Wagners Ring des Nibelungen.
Schumann-Heink maakte opnames voor Columbia Records, HMV en Victor Records, evenals twee privéopnames uit 1898 en opnames op Mapleson-cilinders van de Metropolitan Opera. Ze is te zien en te horen op een Vitaphone-kortfilm uit 1927. In 1935 speelde ze zichzelf in de geluidsfilm Here's to Romance.

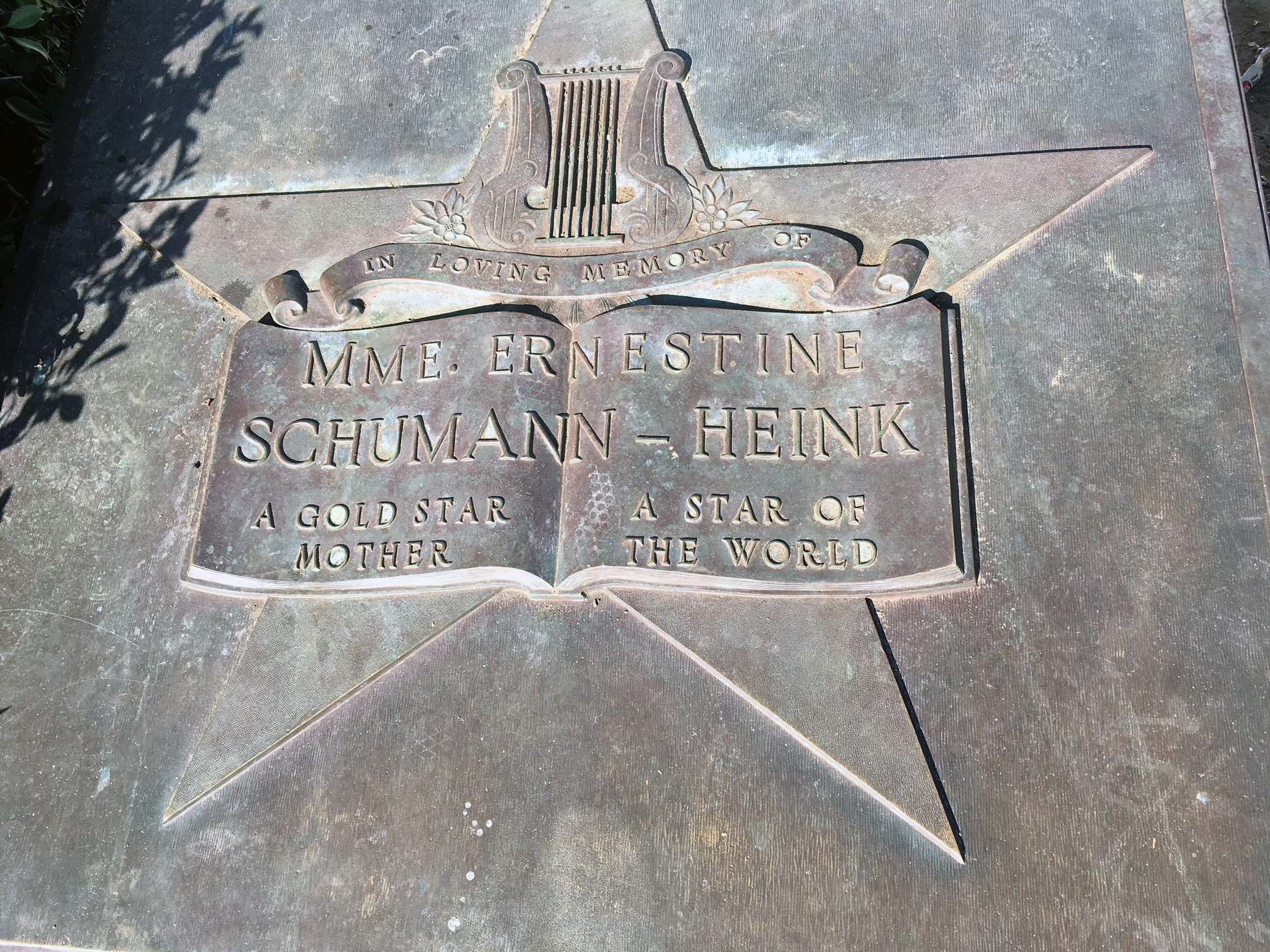
Herdenkingstablet Balboa Park

## Overlijden en nalatenschap
Schumann-Heink stierf op 17 november 1936 in Hollywood, Californië op 75-jarige leeftijd aan leukemie. Haar begrafenis werd geleid door het American Legion in het Hollywood Post Auditorium, en ze werd begraven in Greenwood Memorial Park in San Diego. Haar archief werd geschonken aan het Smithsonian Institution. Op Memorial Day op 30 mei 1938 werd een bronzen tablet ter ere van Schumann-Heink onthuld door haar kleindochter, Barbara Heink, in het orgelpaviljoen in Balboa Park, San Diego. Op de tablet stond een ster en de woorden:  In loving Memory of Mme. Ernestine Schumann-Heink. A Gold Star Mother. A Star of the World.
Schumann-Heink werd geëerd met een ster op de Hollywood Walk of Fame (6640 Hollywood Blvd.). Tevens werd in 1997 een corona op de planeet Venus naar haar vernoemd.
- Biblioteca Nacional de España: XX4808085
- Bibliothèque nationale de France: cb144100536 (data)
- Gemeinsame Normdatei: 117303704
- International Standard Name Identifier: 0000 0001 1735 8242
- Library of Congress Control Number: n86075640
- Nationale Bibliotheek van Letland: 000318864
- MusicBrainz: d6cf3628-6396-45d6-8e81-89ba6a2af1e0
- Nationale Bibliotheek van Tsjechië: mzk2009544723
- Nationale Bibliotheek van Israël: 987007267752805171
- Nationale Bibliotheek van Polen: a0000002492213
- Nederlandse Thesaurus van Auteursnamen: 069982848
- Istituto Centrale per il Catalogo Unico: DDSV182623
- SNAC: w62b8zrc
- Virtual International Authority File: 225411
- WorldCat: E39PBJgd78Qyfw6xFymk68XmVC